# Andrei Bogdanov (înotător)
Andrei Bogdanov (n. 8 iunie 1958, Arhanghelsk, RSFS Rusă, URSS – d. 2 iulie 1999, Sankt Petersburg, Rusia) a fost un înotător ce a reprezentat Uniunea Republicilor Sovietice Socialiste, medaliat olimpic. A participat la o ediție a Jocurilor Olimpice (1976) în care a câștigat o medalie de argint.

## Participări
Lista de mai jos prezintă principalele competiții la care a participat Andrei Bogdanov de-a lungul carierei.
- swimming at the 1976 Summer Olympics – men's 4 × 200 metre freestyle relay[*]